# Associazione nazionale città dell'olio
L'Associazione nazionale città dell'olio è un'associazione italiana che raggruppa località caratterizzate dalla produzione di olio extravergine d'oliva. L'associazione, senza fini di lucro, nasce nel 1994 nel comune di Larino (CB); inizialmente vi aderirono solo amministrazioni comunali, ma nel tempo hanno aderito anche amministrazioni provinciali, comunità montane, Gruppo di azione locale, i Parchi e le camere di commercio di 19 regioni d'Italia, siti in territori nei quali si producono oli che documentino adeguata tradizione olivicola connessa a valori di carattere ambientale, storico, culturale e/o rientranti in una Denominazione di Origine.
L’Associazione ha sede a Villa Parigini nel Comune di Monteriggioni (Siena).

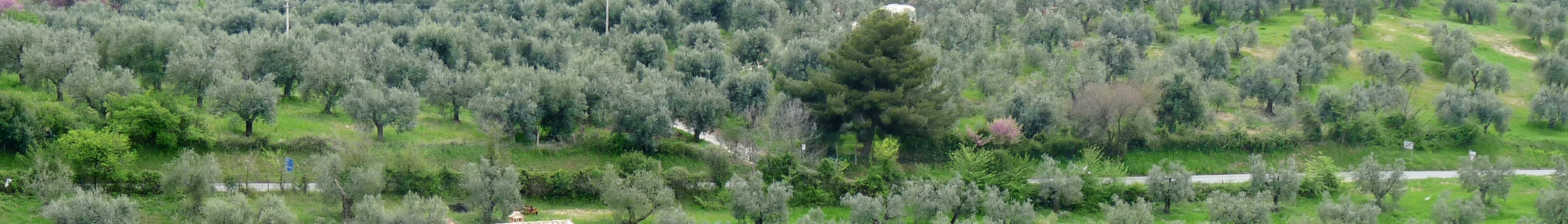
Uliveto in Maremma

## Scopo
Gli scopi principali dell'Associazione sono:
- promozione dell'olio extravergine d'oliva e i territori di produzione;
- divulgazione della cultura dell'olio e in particolare dell'olio di qualità;
- tutela e promozione dell'ambiente e del paesaggio olivicolo;
- valorizzazione delle denominazione d'origine e garanzia del prodotto ai consumatori;
- l'organizzazione di eventi connessi al prodotto;
- l’attuazione di strategie di comunicazione e di marketing mirate alla conoscenza del grande patrimonio olivicolo italiano.

## Città ed enti associati
Di seguito è riportato l'elenco dei comuni ed enti aderenti, elencati per regione di appartenenza:
Abruzzo (29)
- Camera di Commercio di Chieti-Pescara
- Archi
- Atri
- Bisenti
- Bomba (Italia)
- Bucchianico
- Bugnara
- Casoli
- Castiglione Messer Raimondo
- Castilenti
- Città Sant'Angelo
- Collecorvino
- Controguerra
- Elice [2]
- Fossacesia
- Loreto Aprutino
- Montefino
- Moscufo
- Ofena
- Penne
- Pianella
- Pineto
- Raiano
- Rapino
- San Vito Chietino
- Sant'Omero
- Tocco da Casauria
- Torino di Sangro
- Vittorito

Basilicata (27)
- Acerenza
- Aliano
- Barile
- Cancellara
- Colobraro
- Parco naturale regionale del Vulture
- Ferrandina
- Forenza
- Gal Lucus Esperienze Rurali
- Garaguso
- Grassano
- Matera
- Melfi
- Miglionico
- Missanello
- Montalbano Jonico
- Montemilone
- Montemurro
- Oliveto Lucano
- Palazzo San Gervasio
- Rapolla
- Ripacandida
- Roccanova
- Rotondella
- Ruvo del Monte
- San Mauro Forte
- Vietri di Potenza

Calabria (20)
- Altomonte
- Antonimina
- Ciminà
- Cinquefrondi
- Città Metropolitana di Reggio Calabria
- Corigliano-Rossano
- Cotronei
- Gerace
- Maida
- Palermiti
- San Basile
- San Demetrio Corone
- San Lorenzo
- San Marco Argentano
- San Pietro a Maida
- Santa Sofia d'Epiro
- Saracena
- Tarsia
- Terranova da Sibari
- Vallefiorita

Campania (27) 
- Albanella
- Anacapri
- Apice
- Aquara
- Ariano Irpino
- Caiazzo
- Camerota
- Campagna
- Carife
- Cerreto Sannita
- Controne
- Flumeri
- Lapio
- Massa Lubrense
- Meta di Sorrento
- Oliveto Citra
- Paduli
- Pollica
- Pontelandolfo
- San Lorenzello
- San Mauro Cilento
- Sessa Aurunca
- Stella Cilento
- Torrecuso
- Venticano
- Zungoli
- Parco Nazionale del Cilento, Vallo di Diano e Alburni

Emilia-Romagna (6)
- Brisighella
- Camera di Commercio dell'Emilia
- Castel San Pietro Terme
- Imola
- Montegridolfo
- San Lazzaro di Savena

Friuli-Venezia Giulia (7)
- CCIAA di Venezia Giulia - Trieste Gorizia
- Caneva
- Duino Aurisina
- Manzano
- Muggia
- San Dorligo della Valle
- Trieste

Lazio (45)
- Allumiere
- Blera
- Boville Ernica
- Canino
- Capodimonte
- Casperia
- Castelforte
- Castelnuovo di Farfa
- Castro dei Volsci
- Cellere
- Cervaro
- Collevecchio
- Esperia
- Grottaferrata
- Isola del Liri
- Lenola
- Minturno
- Mompeo
- Monte Romano
- Monte San Biagio
- Monte San Giovanni Campano
- Montelibretti
- Norma
- Palombara Sabina
- Roccantica
- Roma
- San Vito Romano
- San Vittore del Lazio
- Sant'Elia Fiumerapido
- Selci
- Sonnino
- Spigno Saturnia
- Stimigliano
- Terracina
- Toffia
- Vallecorsa
- Vallerotonda
- Velletri
- Vetralla
- Vico nel Lazio
- Vicovaro
- Camera di commercio, industria, artigianato e agricoltura di Rieti-Viterbo
- Parco regionale naturale dei Monti Lucretili
- Roma Natura

Liguria (35)
- Andora
- Apricale
- Arnasco
- Badalucco
- Bajardo
- Casarza Ligure
- Castellaro (Italia)
- Castel Vittorio
- Castiglione Chiavarese
- Ceriana
- Cervo (Italia)
- Cesio
- Chiavari
- Chiusavecchia
- Cogorno
- Diano Arentino
- Diano Castello
- Diano Marina
- Dolceacqua
- Imperia
- Lavagna
- Leivi
- Levanto
- Ne
- Perinaldo
- Pietrabruna
- Pieve di Teco
- Pieve Ligure
- Pontedassio
- Prelà
- San Colombano Certenoli
- Sestri Levante
- Taggia
- Vasia
- Camera di commercio, industria, artigianato e agricoltura Riviere di Liguria

Lombardia (8)
- Limone sul Garda
- Marone (Italia)
- Monte Isola
- Monzambano
- Pisogne
- Sale Marasino
- San Felice del Benaco
- Sulzano

Marche (15)
- Ascoli Piceno
- Cartoceto
- Castelplanio
- Cingoli
- Falerone
- Gradara
- Maiolati Spontini
- Monte Roberto
- Monte San Vito
- Pesaro
- Ripatransone
- San Paolo di Jesi
- Senigallia
- Serra San Quirico
- Vallefoglia

Molise (31)
- Bonefro
- Campomarino
- Castelbottaccio
- Colletorto
- Ferrazzano
- Forlì del Sannio
- Fornelli
- Guardialfiera
- Guglionesi
- Jelsi
- Larino
- Lucito
- Macchia Valfortore
- Mafalda
- Montecilfone
- Montefalcone nel Sannio
- Monteroduni
- Montorio nei Frentani
- Petacciato
- Pietracatella
- Poggio Sannita
- Roccavivara
- Rotello
- San Giuliano di Puglia
- San Martino in Pensilis
- Sant'Elia a Pianisi
- Termoli
- Tufara
- Ururi
- Venafro
- Parco regionale agricolo storico dell'olivo di Venafro

 Piemonte (1) 
- Olivola[3][4]

Puglia (49)
- Camera di commercio, industria, artigianato e agricoltura di Bari
- Acquaviva delle Fonti
- Alberobello
- Andria
- Avetrana
- Barletta [5]
- Biccari
- Bisceglie
- Bitetto
- Bitonto
- Bitritto
- Canosa di Puglia
- Caprarica di Lecce
- Carlantino[6]
- Carovigno
- Carpino (Italia)
- Casalnuovo Monterotaro
- Casamassima
- Cassano delle Murge
- Castellana Grotte
- Conversano
- Corato
- Deliceto
- Fasano
- Giovinazzo
- Locorotondo
- Mattinata
- Melendugno
- Minervino Murge
- Molfetta
- Monopoli
- Noci (Italia)
- Orsara di Puglia
- Presicce-Acquarica
- Ruvo di Puglia
- Sammichele di Bari
- San Nicandro Garganico
- San Severo
- Sannicandro di Bari
- Santeramo in Colle
- Serracapriola
- Terlizzi
- Torremaggiore
- Trinitapoli
- Uggiano la Chiesa
- Vico del Gargano
- Vieste
- Volturino
- Parco nazionale dell'Alta Murgia

Sardegna (45)
- Alghero
- Berchidda
- Bolotana
- Bosa
- Cuglieri
- Dolianova
- Escolca
- Fluminimaggiore
- Genuri
- Gergei
- Gesturi
- Giba
- Gonnosfanadiga
- Ilbono
- Ittiri
- Lotzorai
- Masainas
- Modolo
- Nuxis
- Olbia
- Oliena
- Oristano
- Orosei
- Osini
- Paulilatino
- Riola Sardo
- Samatzai
- Santadi
- Sassari
- Segariu
- Seneghe
- Sennori
- Serrenti
- Siddi
- Sini
- Sorso
- Uri
- Usini
- Ussana
- Ussaramanna
- Vallermosa
- Villacidro
- Villamassargia
- Camera di commercio, industria, artigianato e agricoltura di Cagliari - Oristano
- Camera di commercio, industria, artigianato e agricoltura di Sassari

Sicilia (34)
- Alessandria della Rocca
- Avola
- Basicò
- Buccheri
- Buseto Palizzolo
- Calamonaci
- Caltabellotta [7]
- Campobello di Mazara
- Caronia
- Cassaro
- Castelvetrano
- Castiglione di Sicilia
- Castronovo di Sicilia
- Chiaramonte Gulfi
- Custonaci
- Ficarra
- Francavilla di Sicilia
- Lucca Sicula
- Menfi
- Militello in Val di Catania
- Mirabella Imbaccari
- Montevago
- Nicolosi
- Paceco
- Partanna
- Ragalna
- Realmonte
- San Mauro Castelverde
- San Michele di Ganzaria
- San Vito Lo Capo
- Sant'Angelo di Brolo
- Sciacca[8]
- Troina
- Camera di commercio, industria, artigianato e agricoltura Sud-Est Sicilia

Toscana (66)
- Arcidosso
- Asciano
- Bagno a Ripoli
- Barberino Tavarnelle
- Buti
- Calci
- Calenzano
- Capalbio
- Castagneto Carducci
- Castel del Piano
- Castellina in Chianti
- Castelnuovo Berardenga
- Castiglion Fibocchi
- Castiglion Fiorentino
- Castiglione d'Orcia
- Cetona
- Chiusdino
- Chiusi
- Cinigiano
- Civitella in Val di Chiana
- Civitella Paganico
- Cortona
- Fiesole
- Firenze
- Foiano della Chiana
- Gaiole in Chianti
- Gavorrano
- Greve in Chianti
- Laterina Pergine Valdarno
- Lucignano
- Magliano in Toscana
- Manciano
- Massa Marittima
- Montaione
- Montalcino
- Monte San Savino
- Montepulciano
- Monteriggioni
- Montescudaio
- Montespertoli
- Murlo
- Piancastagnaio
- Pienza
- Pitigliano
- Poggibonsi
- Radda in Chianti
- Radicondoli
- Rapolano Terme
- Reggello
- Riparbella
- Roccastrada
- Rosignano Marittimo
- San Casciano dei Bagni
- San Casciano in Val di Pesa
- San Gimignano
- San Quirico d'Orcia
- Sarteano
- Seggiano
- Semproniano
- Siena
- Sinalunga
- Suvereto
- Torrita di Siena
- Trequanda
- Vicopisano
- Vinci

 Trentino-Alto Adige (5) 
- Camera di commercio, industria, artigianato e agricoltura di Trento
- Arco (Italia)
- Nago-Torbole
- Riva del Garda
- Tenno

Umbria (23)
- Arrone
- Bettona
- Bevagna
- Campello sul Clitunno
- Castel Ritaldi
- Castel Viscardo
- Ficulle
- Foligno
- Giano dell'Umbria
- Giove (Italia)
- Lugnano in Teverina
- Magione
- Montecchio
- Montefalco
- Montefranco
- Monteleone d'Orvieto
- Paciano
- Spello
- Spoleto
- Torgiano
- Trevi
- Vallo di Nera
- CCIAA dell'Umbria

Veneto (30)
- Altivole
- Arquà Petrarca
- Asolo
- Bassano del Grappa
- Borso del Grappa
- Brenzone sul Garda
- Cappella Maggiore
- Castegnero
- Castelcucco
- Castelgomberto
- Cavaion Veronese
- Cavaso del Tomba
- Cazzano di Tramigna
- Fonte
- Fregona
- Galzignano Terme
- Illasi
- Malcesine
- Marostica
- Maser
- Monfumo
- Pieve del Grappa
- Possagno
- Pove del Grappa
- Romano d'Ezzelino
- Solagna
- Susegana
- Teolo
- Verona
- Vittorio Veneto